# Черняхов (Ровненская область)
Черняхов (укр. Черняхів) — село в Острожской городской общине Ровненского района Ровненской области Украины.
До 2020 года входило в Острожский район.
Население по переписи 2001 года составляло 403 человека. Почтовый индекс — 35832. Телефонный код — 3654. Код КОАТУУ — 5624285102.